# Tioesterase
Uma tioesterase é uma enzima que pertence à classe das esterases. As esterases, por sua vez, são um dos tipos de hidrolases.
Exibem ectividade esterásica, especificamente num grupo tiol.